# Arrondissement de Northeim
L'arrondissement de Northeim est un arrondissement  ("Landkreis" en allemand) de Basse-Saxe  (Allemagne).
Son chef-lieu est Northeim.

## Villes, communes et communautés d'administration
(Nombre d'habitants en 2006)
Einheitsgemeinden
| - 1. Bad Gandersheim, ville (10 825) - 2. Bodenfelde, bourg (3 537) - 3. Dassel, ville (10 975) - 4. Einbeck, ville, commune autonome (27 734) - 5. Hardegsen, ville (8 623) - 6. Kalefeld (7 200) | - 7. Katlenburg-Lindau [siège: Katlenburg] (7 504) - 8. Moringen, ville (7 476) - 9. Nörten-Hardenberg, bourg (8 513) - 10. Northeim, ville, commune autonome (30 707) - 11. Uslar, ville (15 794) |

gemeindefreies Gebiet
1. Solling (de) (177,49 km², inhabité)

## Administrateurs de l'arrondissement
| Période                              | Nom                             | Parti |
| ------------------------------------ | ------------------------------- | ----- |
| 1885–1890                            | Alfred von Grote                |       |
| 1890–1919                            | Max Kricheldorff (de)           |       |
| 1920–1927                            | Georg Schuster (de)             |       |
| 1927 – avril 1930                    | Hermann Conring (de)            |       |
| avril 1930 – août 1932               | Ludolf-Theodor-Erich Kirschbaum |       |
| septembre 1932 – avril 1945          | Otto von der Schulenburg (de)   | NSDAP |
| avril 1945 – 2 septembre 1945        | Carl Querfurt                   | SPD   |
| 3 septembre 1945 – 20 septembre 1945 | Karl Bathe                      |       |
| 21 septembre 1945 – 30 novembre 1945 | Willi Vollbrecht                |       |
| 1er février 1946 – 17 juin 1946      | Erich Danehl (de)               | SPD   |
| 17 juin 1946 – 26 octobre 1946       | Georg Diederichs                | SPD   |
| 26 octobre 1946 – 28 décembre 1948   | Erich Gerlach (de)              | SPD   |
| 28 décembre 1948 – 4 décembre 1952   | Ernst Carstens                  |       |
| 4 décembre 1952 – 30 novembre 1953   | Hans Engel                      |       |
| 30 novembre 1953 – 30 novembre 1954  | Mannsfeld Thurm                 |       |
| 30 novembre 1954 – 21 novembre 1955  | Hans Engel                      |       |
| 21 novembre 1955 – 26 novembre 1956  | Mannsfeld Thurm                 |       |
| 26 novembre 1956 – 14 juillet 1958   | Carl von Hardenberg (de)        |       |
| 14 juillet 1958 – 8 avril 1961       | Willy Belz                      |       |
| 8 avril 1961 – 23 octobre 1964       | Ernst Hauk                      |       |
| 23 octobre 1964 – 25 octobre 1968    | Erwin Schmidt                   |       |
| 25 octobre 1968 – 24 avril 1973      | Wilhelm Gehrke                  | SPD   |
| 24 avril 1973 – 3 novembre 1981      | Axel Endlein (de)               | SPD   |
| 3 novembre 1981 – 10 novembre 1986   | Hans-Peter Voigt (de)           | CDU   |
| 10 novembre 1986 – 31 octobre 2001   | Axel Endlein                    | SPD   |
| 2 novembre 2001 – 31 août 2015       | Michael Wickmann (de)           | SPD   |
| depuis le 17 mars 2016               | Astrid Klinkert-Kittel          | SPD   |